# Wybrzeże Północno-Zachodnie
Wybrzeże Północno-Zachodnie (ang. Pacific Northwest) – kraina geograficzna i krąg kulturowy położone w środkowej, umiarkowanej klimatycznie, części pacyficznego wybrzeża Ameryki Północnej. Obejmuje dorzecze wpadających do Oceanu Spokojnego rzek regionu (Kolumbia, Fraser), począwszy od południowo-wschodniej Alaski, przez dużą część kanadyjskiej prowincji Kolumbia Brytyjska, amerykański stan Waszyngton, znaczną część stanów Oregon i Idaho oraz północną Kalifornię.

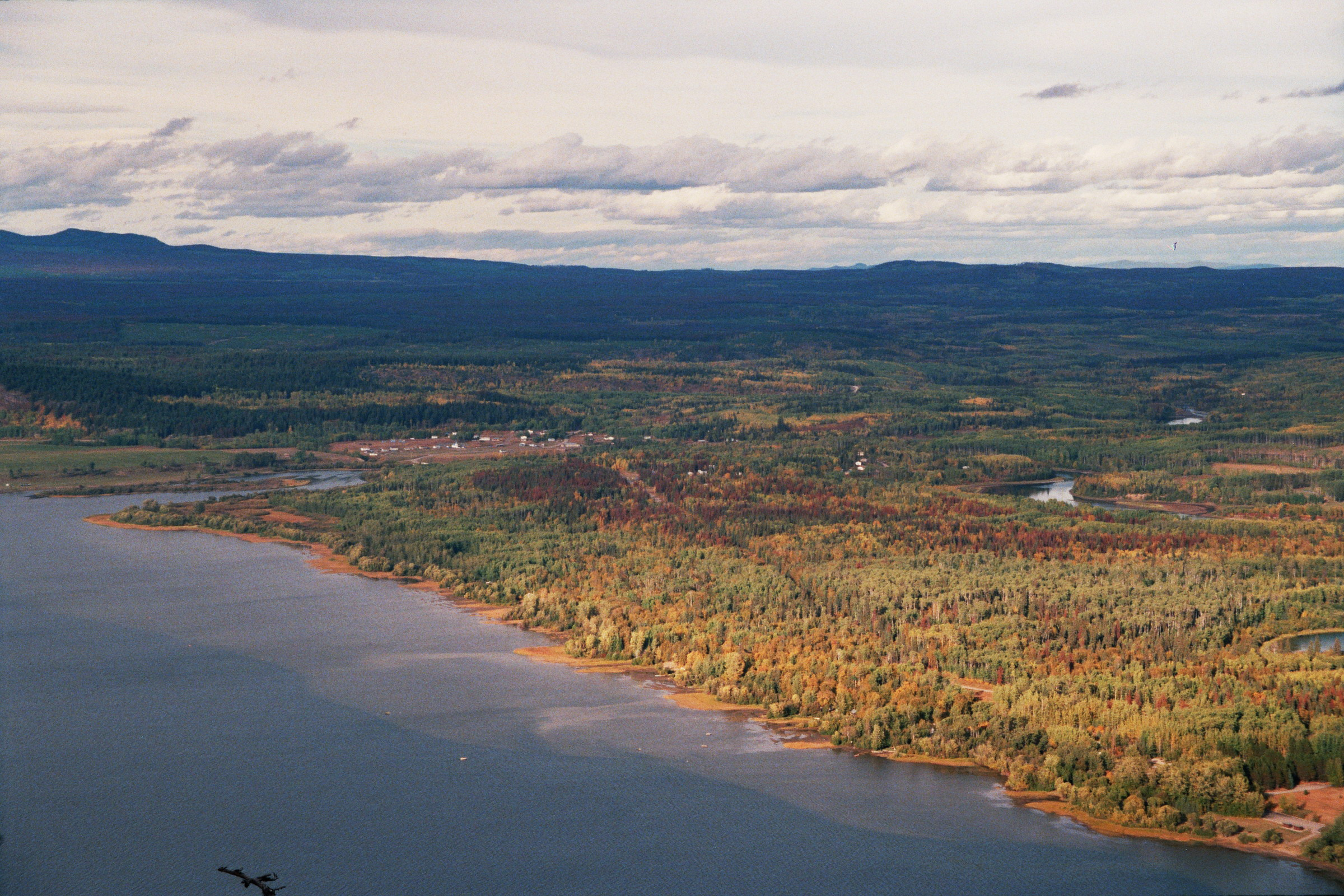
Widok na Fraser Lake i rezerwat Nadleh Whut'en, Kolumbia Brytyjska (2006)

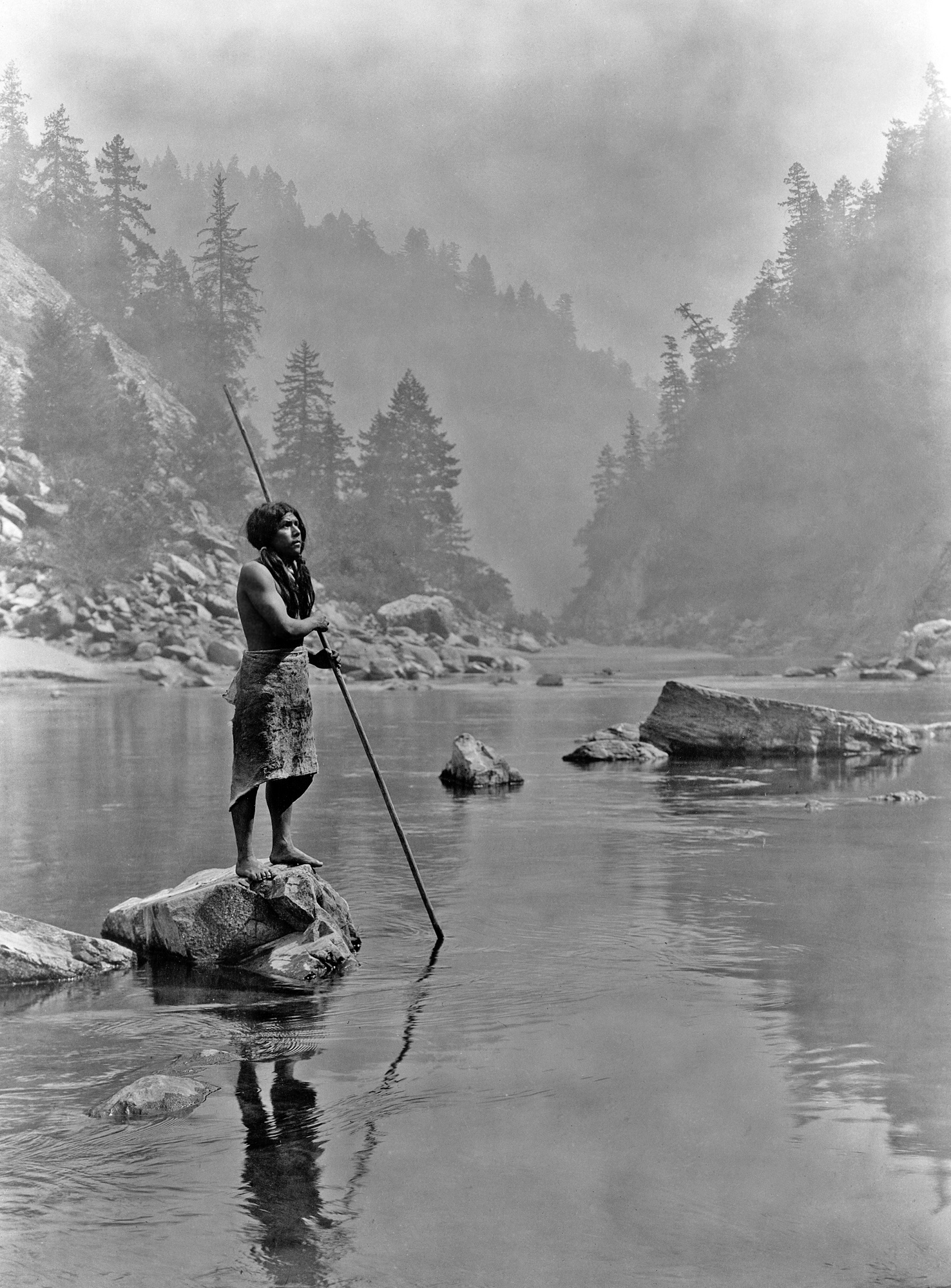
Edward Curtis – Zamglony dzień nad Sugar Bowl – Hupa, północna Kalifornia (1923)

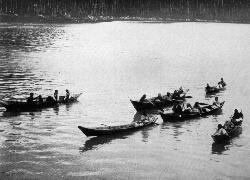
Kanu Indian z Alaski, John Muir – Travels in Alaska

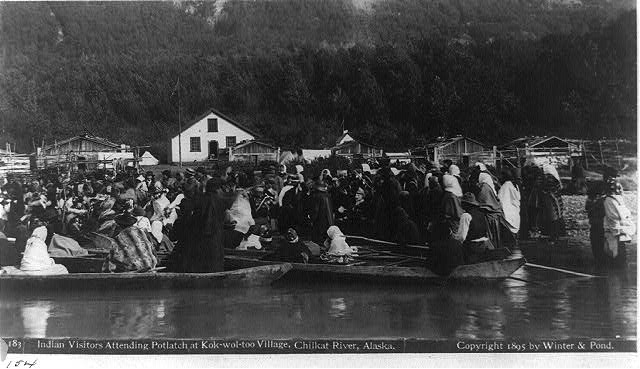
Potlacz w wiosce Kok-wol-too, Chilkat River, Alaska (1895)

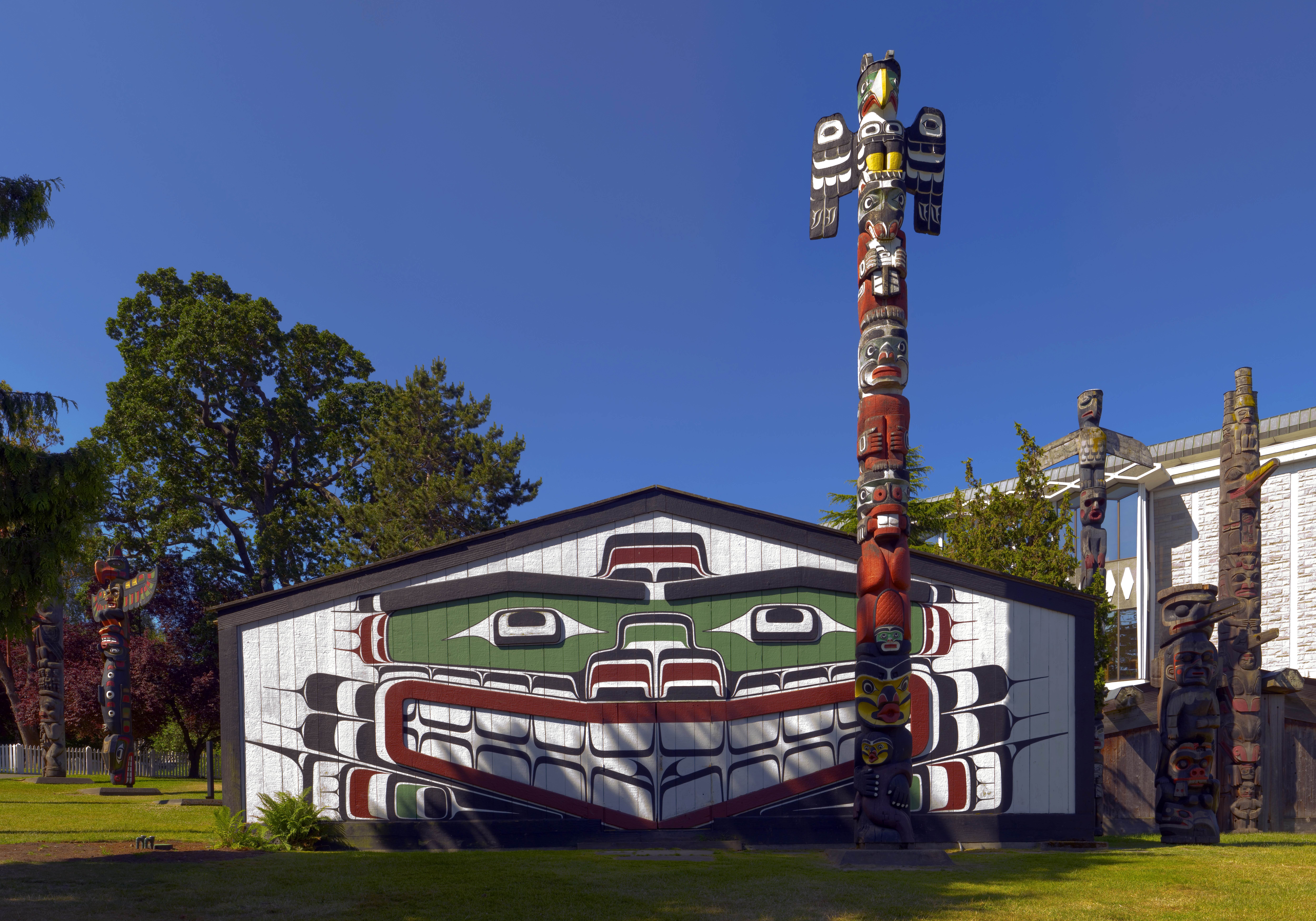
Długi dom i totemy Haida, Thunderbird Park, Victoria, Kolumbia Brytyjska (2007)

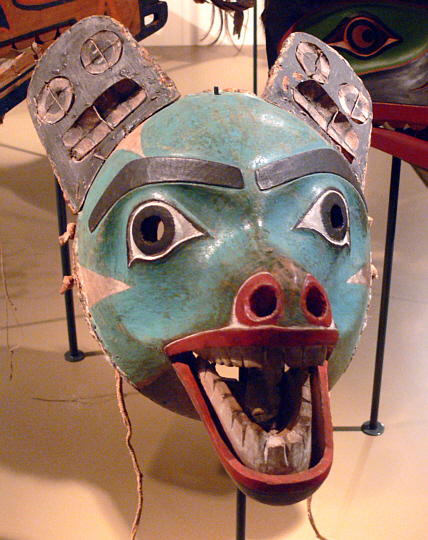
Maska wilka z plemienia Haida z 1880 r., Muzeum Etnologiczne w Berlinie (2006)

## Charakterystyka
W okresie przed europejską kolonizacją Ameryki Północnej tereny te przez tysiące lat zamieszkiwane były przez ludy tubylcze, które z czasem utworzyły wiele stosunkowo niewielkich liczebnie i w rozmaitym stopniu zróżnicowanych plemion. Haida, Tlingit, Tsimshian, Kwakwala, Saliszowie, Nuu-chah-nulth, Heiltsuk, Nuxalk, Makah, Klallam, Chinook i kilkadziesiąt innych tamtejszych grup należało do najzamożniejszych plemion kontynentu, wyróżniających się m.in. charakterystyczną bogatą kulturą materialną i silną pozycją przywódców (wodzów). W większości były to społeczności żyjące nad brzegiem oceanu i wpadających do niego rzek, utrzymujące się z darów wód (w tym – ssaków morskich, ryb i skorupiaków). Indianie regionu rzadko zajmowali się rolnictwem (uprawiali m.in. tytoń), swoją dietę wzbogacali natomiast myślistwem i zbieractwem na bujnych w tym rejonie terenach lasów deszczowych.
Wypracowany przez mieszkańców Wybrzeża Północno-Zachodniego sposób gospodarowania i organizacji społecznej przez stulecia zapewniał im stosunkowo spokojne i dostatnie życie oraz rozwój kulturalny i duchowy. Indianie regionu znani byli jako dobrzy podróżnicy i handlarze, którzy w dużych drewnianych łodziach przemierzali nawet setki kilometrów wzdłuż krętej linii brzegowej Pacyfiku, pomiędzy licznymi wyspami i półwyspami, wymieniając towary i informacje z odległymi nierzadko plemionami. Należeli też do tych stosunkowo nielicznych grup tubylczych Ameryki Północnej, które przywiązywały dużą wagę do osobistego bogactwa, nie stroniąc od gromadzenia znacznych ilości dóbr materialnych i posiadania niewolników przez członków wyższych klas społecznych.
Charakterystyczne dla plemion regionu były duże, nierzadko kilkudziesięcioosobowe, drewniane kanu oraz wielorodzinne długie domy z desek (jedno- lub dwuspadowe, czasem bogato zdobione charakterystycznymi płaskorzeźbami i malowidłami typu heraldycznego). Miejscowi rzemieślnicy – czy wręcz artyści – wytwarzali też inne kunsztowne wyroby z drewna (a także z kamienia i kości) – od totemów rzeźbionych w wielkich pniach żywotnika (zwanego błędnie cedrem) przez ludy Tlingit, Haida i Tshimshian, po ozdobne meble, naczynia i obrzędowe maski. W plemionach mniej zróżnicowanych, jak Salish czy Chinook, symbole statusu materialnego oraz towarzyszące im obrzędy i wyroby występowały rzadziej, zachowując jednak wysoki poziom techniczny i artystyczny oraz różnorodność i oryginalność.
Wyjątkowo ważną pozycję w świecie duchowym i kalendarzu obrzędowym Indian Wybrzeża Północno-Zachodniego, odzwierciedlającą ich kluczową rolę w życiu gospodarczym, odgrywały takie zwierzęta, jak łososie i wieloryby (na jedne i drugie ludy Nootka i Makah urządzały okresowe wielkie wyprawy myśliwskie). Polowano też na foki, morświny, uchatki, wydry oraz liczne gatunki ryb morskich i słodkowodnych, przyrządzając je na różne sposoby i wykorzystując w gospodarstwie domowym także skóry, kości tłuszcz.
Specyfika życia społecznego i religijnego, obfitość dóbr materialnych oraz szczególny w regionie stosunek do nich zaowocowały też unikalnym rodzajem wielodniowych, bogatych w ceremonie i symbolikę, uroczystości zwanych potlaczami, podczas których najbogatsi członkowie poszczególnych grup rozdawali setkom zaproszonych gości (a czasem także niszczyli) liczne zgromadzone w tym celu dobra, a nawet cały swój dobytek (w tym odzież, futra, koce, łodzie, sprzęty domowe, broń i ozdoby – podczas jednej z takich uroczystości rozdano ponoć 33 tys. koców). Za swoisty rodzaj cennych dóbr, stanowiących własność poszczególnych osób, rodzin czy klanów i podlegających wymianie, uważano też wizerunki zwierzęcych przodków i mitycznych postaci, legendy i opowieści poprzednich pokoleń, szanowane imiona, stare pieśni i tańce oraz tereny myśliwskie i rybackie.
Liczne społeczności regionu, wzmacniane przez złożony system klanowy i bogate życie duchowe, nierzadko prowadziły także wojny z sąsiadującymi plemionami, rywalizując o dostęp do najlepszych źródeł pożywienia i surowców, walcząc o niewolników, wojenne łupy i prestiż. Skutecznie odpierały też pierwszych rosyjskich odkrywców i handlarzy, którzy zapuszczali się na ich tereny od połowy XVIII w. (Vitus Bering i inni), wykorzystując zarazem nowe możliwości handlowe i nowinki techniczne. Dopiero pojawienie się z początkiem XIX w. wyprawy Lewisa i Clarka, a za nimi kolejnych fal amerykańskich i kanadyjskich wędrowców, handlarzy, misjonarzy, żołnierzy, osadników i przemysłowców zapoczątkowało zasadnicze zmiany w życiu tamtejszych Indian.
Stosunkowo duża odległość Wybrzeża Północno-Zachodniego od przyczółków, a następnie centrów, europejskiej kolonizacji umożliwiła Indianom regionu stosunkowo długie – bo trwające czasem aż po koniec XIX w. – ocalenie plemiennej niezależności, tradycji, języków i ekonomicznej samowystarczalności. Część grup tubylczych regionu nie podpisała nigdy traktatów z władzami USA lub Kanady i przynajmniej formalnie zachowała do czasów współczesnych część swych tradycyjnych terenów. Większość została jednak z czasem rozbita i zmuszona do osiedlenia się w niewielkich rezerwatach. Jak wszyscy Indianie północnoamerykańscy, do połowy XX w. byli oni poddawani polityce asymilacji, a niektóre przejawy ich odrębności, jak potlacz czy połowy wielorybów, były przez dziesięciolecia zakazane.
Niektóre plemiona Wybrzeża Północno-Zachodniego toczą do dziś – nierzadko wieloletnie – batalie sądowe o zwrot utraconych terenów i bogactw naturalnych lub o odszkodowania za nie. Wiele tubylczych grup regionu w Kanadzie i USA zabiega także – ze zmiennym skutkiem – o odzyskanie politycznej autonomii i ekonomicznej niezależności, w tym o przestrzeganie praw zagwarantowanych im w historycznych traktatach (wojny rybackie) i reformy w Biurze do spraw Indian. Lokalne władze i organizacje tubylcze starają się też często – z myślą o własnych społecznościach, ale i o turystach – na własną rękę lub z pomocą władz ocalać i pielęgnować to co pozostało z ich dawnych bogatych tradycji, obrzędów, języków i religii (np. plemię Makah uzyskało w ostatnich latach zgodę władz na okazjonalne ceremonialne polowania na wieloryby, organizowane są morskie wyścigi tradycyjnych łodzi, potlacze, lokalne szkoły i muzea).